# 林子萱
林子萱（英語：KiKi Lam，1981年10月27日—），香港女歌手、填詞人、模特兒、演員、節目主持人及瑜伽教師，曾參與演出香港電台電視劇《Y2K前的暑假》及無綫電視劇《一屋兩家三姓人》。
林子萱小學畢業後到英國讀書，後來回港就讀國際學校，畢業於澳洲雪梨大學（修讀心理學），在學時期曾兼職模特兒。曾參演許冠傑的音樂劇《仲夏夜狂想曲》，並獲邀請在台上唱了一首歌，自此渴望成為歌手。
2004年，林子萱第一首發表的歌曲《一對》亦是其代表作，乃無綫電視劇《一屋兩家三姓人》插曲，兼為其第一首執筆填詞的作品。由於反應不錯，之後大部份歌曲由自己親自填詞。
2013年9月起加入香港數碼電台數碼四台，逢星期三、四主持節目《活力群星盡精英》，逢星期六主持《強人是你》，2014年出任香港精英運動員動感校園大使為全港小學校園建立活力操，同年成為思覺基金Fitmind大使。

## 個人生活
林子萱男友為香港導演及演員谷德昭，兩人相識於2000年代初。

## 唱片
- 2006年：林子萱is Kiki (EP)

1. P.S. I love me（包辦填詞）
2. 安祖蓮娜彼特（包辦填詞）
3. 過度活躍症
4. 一對（包辦填詞）
5. 幽閉症
6. 抱抱娃（包辦填詞）
7. 安祖蓮娜彼特Night Porter Mix（包辦填詞）
8. 幽閉過渡活躍症
9. Nite Nite

## 未收錄於唱片的歌曲
- 2005年：super star（包辦填詞）
- 2007年：愛無聊（包辦填詞）
- 2007年：Mr. Hilton（包辦填詞）
- 2009年：失戀聽的歌（國語）（包辦填詞）

## 其他填詞作品
- 鄧穎芝 - 《小妹有禮》
- 容祖兒、Yumiko、Twins  - 《最近比較煩》
- 鄭中基 - 《分分鐘需要你》（國語版/《百星酒店》插曲）
- 鄭中基 - 《心肝寶貝》（電影《六福喜事》插曲）
- 糖妹 - 《我勁優秀》（「香港精英運動員協會」傾力打造的「動感學園計劃」之「校園活力操」主題曲）
- 林德信 - 《愛的理由》

## 演出作品

### 音樂劇
- 1999年：許冠傑音樂劇《仲夏夜狂想曲》

### 電視劇
- 1999年：Y2K前的暑假（香港電台電視部）
- 2000年：反斗英語（香港電台電視部）
- 2002年：電視劇（香港電台電視部）
- 2002年：沙灘排球梳乎厘（now.com網劇）
- 2004年：一屋兩家三姓人（無綫電視）
- 2005年：奇幻潮（無綫電視）
- 2005年：赤沙印記@四葉草.2（無綫電視）
- 英語一分鐘（香港電台電視部）
- 傳媒春秋（香港電台電視部）
- 反斗多聲道（香港電台電視部）
- 2012年：DIY2K（香港電台電視部）

### 電影
- 2002年：陰陽路十五之客似魂來（英语：Troublesome Night 15）
- 2009年：家有囍事2009

## 相關網頁
- 林子萱的新浪微博
- 林子萱的Facebook專頁
- 林子萱的Instagram帳戶